# Ury House

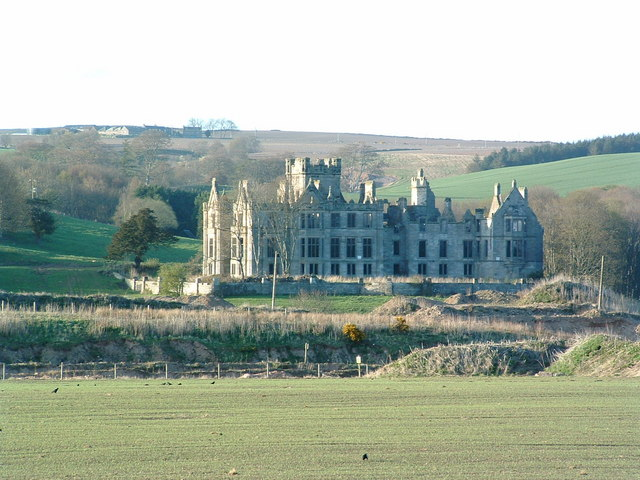
Ury House gesehen über Cowie Water

Ury House ist die Ruine eines großen Herrenhauses, erbaut 1885 von Alexander Baird im Elisabethanischen Stil. Es befindet sich ungefähr 1,5 km nördlich von Stonehaven, einer an der Nordostküste Schottlands gelegenen Stadt in Aberdeenshire (historische Grafschaft Kincardineshire). In früher Zeit war das Gut als Urie bekannt. Aufgrund der wechselnden Besitzverhältnisse wurde Ury House mehrfach umgebaut. 

## Geschichte

### Frühes Mittelalter
Ursprünglich gehörte das Land den Frasers, einer angesehenen Familie der frühen schottischen Geschichte, deren Anführer Thane of Cowie war. Durch die Heirat von Margaret Fraser mit Sir William Keith ging es in den Besitz der Familie Marischal über. 

### Spätes Mittelalter bis Ende 17. Jahrhundert
Die Baronie von Urie, welcher nun die Ländereien Elsick und Muchalls zugehörten, wurde 1413 mit weiteren Besitzungen an William de Hay, Lord of Errol, verkauft. Die Ländereien von Urie blieben im Besitz der Familie Hay, bis sie 1640 der 7. Earl Marischal William Keith erwarb. 1647 wurde Urie an Colonel David Barclay, den dritten Sohn des Barclay of Mathers (den Vertreter der früheren De Berkeleys), verkauft. Nach der Inhaftierung des Earls und der damit verbundenen Verpfändung seines Besitzes (zu dem auch Urie gehörte) bewarb sich Barclay vor dem Parlament erfolgreich als vorübergehender Verwalter der konfiszierten Ländereien, bis er aufgrund seiner engen Verbindung zur Earl-Familie selbst eingesperrt wurde. Nach seinem sechsjährigen Gefängnisaufenthalt, und inzwischen zum Quäkertum konvertiert, erhielt er vom König eine Charta, die ihn als Baron of Ury proklamierte. Auf seinem Land baute er schließlich Ury House, das 100 Jahre lang als Hauptquartier der Quäker in Nordost-Schottland dienen soll. 

### 18. und 19. Jahrhundert

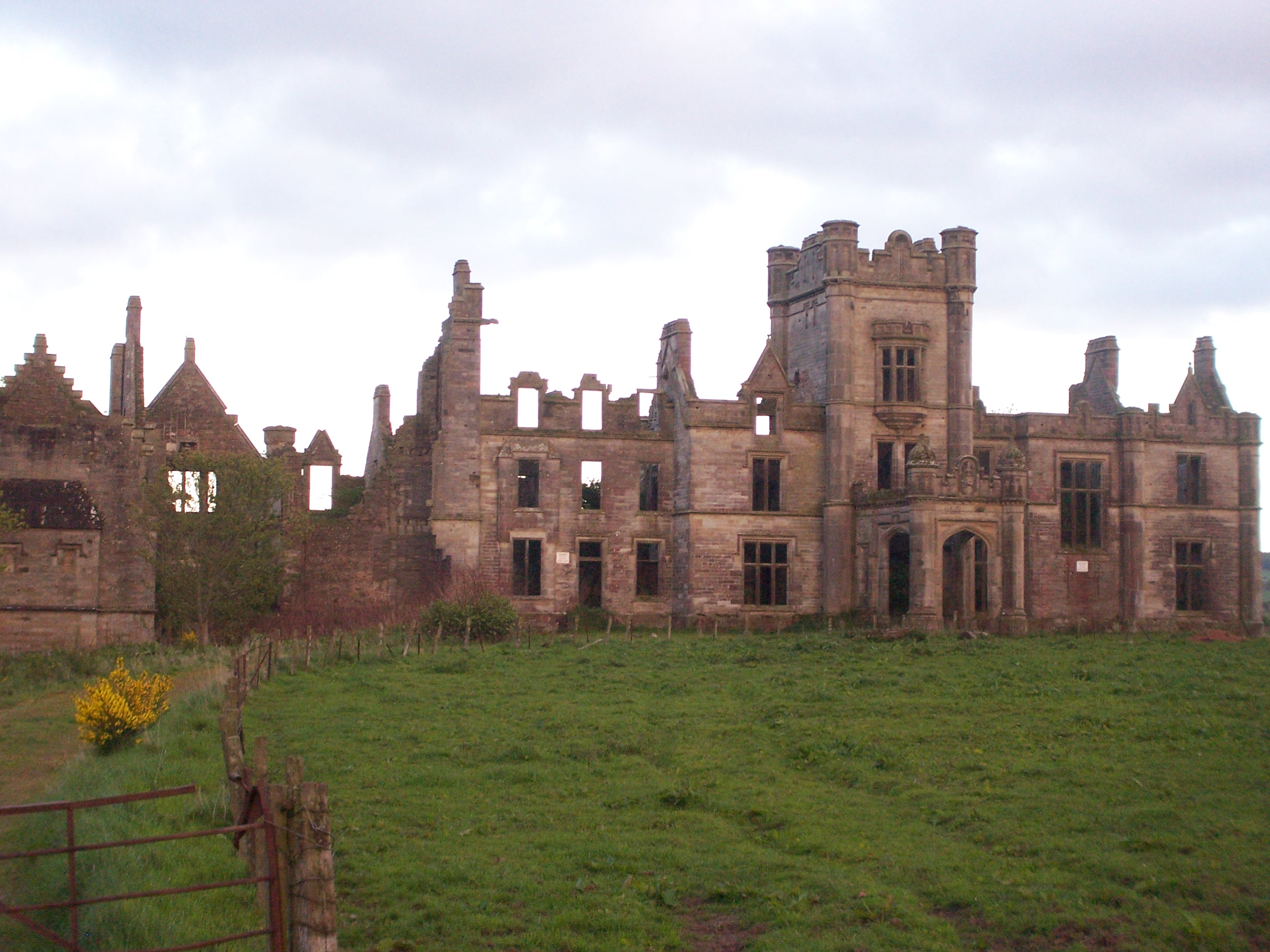
Ury House

1777 heiratete Robert Barclay (1751–1797) Sarah Ann Allardice, eine Nachfahrin von König Robert II. von Schottland und der Grafen von Airth, Menteith und Strathearn. Er sanierte das Anwesen und stellte Landgüter und Mittel, dank derer die neue Stadt von Stonehaven einen Aufschwung erlebte. Sein Sohn, Captain Robert Barclay-Allardice (1779–1854) war ein begnadeter Landwirt, der allerdings als begeisterter Fußgänger in die Geschichte eingehen sollte, als er „1000 Meilen in 1000 Stunden ging“. Er steigerte die Qualität der Ländereien deutlich, sodass etwa 2000 Acre (809 ha) urbares Land und rund 1500 Acre (607 ha) Wald bewirtschaftet werden konnten. 

### Ausbau und Umbau des Anwesens
Nach Barclays Tod erstand Alexander Baird sen., Esq., ein Eisenfabrikant von Gartsherrie, das Anwesen. Nach dem Kauf des angrenzenden Rickarton-Landguts im Jahre 1875 erstreckten sich Bairds Ländereien auf rund 10.000 Acre (4047 ha), was Mieteinnahmen von etwa £7500 einbrachte. 1885 erhielt Ury House schließlich sein heutiges Aussehen, als das bestehende Anwesen durch Baird im Elisabethanischen Stil komplett umgebaut wurde. Durch den zusätzlichen Anbau eines Flügels, der rund £10.000 Pfund kostete, war Ury House das größte Anwesen des Countys.
Nach dem Zweiten Weltkrieg wurde das Dach des Anwesens entfernt und Ury House somit zur Ruine gemacht, um Steuern zu sparen, die zu dieser Zeit auf sämtliche Gebäude mit Dächern zu entrichten waren.

### Heutige Situation
Heute ist das Haus nur noch eine Ruine, ein Schatten seiner einstmaligen Prächtigkeit. Jahrzehntelanger Verfall und Vergessenheit griffen die Bausubstanz an, sodass jeglicher Aufenthalt im Haus äußerste Risiken birgt. Im März 2007 deutete der derzeitige Besitzer FM Developments an, einen Golf- und Freizeitkomplex auf dem Landgut einrichten zu wollen, nachdem andere Pläne im Oktober 2006 zurückgewiesen worden waren. Es gab schon früher Vorschläge zu Restaurierungsarbeiten, diese wurden aber von dem örtlichen Community Council abgelehnt.